# EarthLink
EarthLink (NASDAQ: ELNK), è un Internet Service Provider, con sede in Atlanta (Georgia) (USA).
Dichiara 5,4 milioni di membri.

## Storia
Fu fondata nel 1994 da Sky Dayton.
Il 4 febbraio del 2000 si fonde con MindSpring, diventando il secondo ISP dopo AOL negli Stati Uniti.
Il 10 giugno 2002 acquisisce PeoplePC.
EarthLink ha lavorato con Philadelphia, San Francisco, Anaheim e altre 9 città a dispiegare una rete Wi-Fi pubblica.